# 河底尚吾
河底 尚吾（かわそこ しょうご、1930年7月24日 - ）は、西洋古典学者、横浜国立大学名誉教授。
横浜国立大学学芸学部英語学科卒、関東学院大学助教授、横浜国立大経営学部教授、96年定年、名誉教授。詩や評論も書く。

## 著書
- 『ラテン語入門』泰流社 1985
- 『現代ギリシア語入門』泰流社 1988
- 『アテネの春 河底尚吾詩集』泰流社 1989
- 『ギリシア語入門』泰流社 1990
- 『どこまでもレクイエム 詩集』泰流社 1993
- 『中村光夫論』武蔵野書房 1998
- 『ラテン文学』理想社 1999
- 『文学の創造 アルス・ポエティカ』郁朋社 2006
- 『文化と文明 幕末の創造と発展』郁朋社 2011

翻訳
- アイザ・ボウマン『ルイス・キャロルの想い出』泰流社 1983

## 参考
- 河底尚吾先生の経歴と業績（河底尚吾先生退官記念号） 横浜経営研究 1996-06